# Tazza e piatto di ciliegie
Tazza e piatto di ciliegie è un acquerello realizzato intorno al 1890 dal pittore Paul Cézanne. Il dipinto è conservato alla Fondazione Magnani-Rocca, in provincia di Parma come parte della collezione permanente di Luigi Magnani. Si tratta dell'unico nucleo di opere di Cézanne conservate ed esposte al pubblico in Italia.
L'opera rappresenta un interno, un semplice tavolo con una tazza e un piatto di ciliegie.